# Аристов, Александр Павлович
Александр Павлович Аристов — советский хозяйственный, государственный и политический деятель.

## Биография
Родился в 1908 году. Член КПСС.
С 1925 года — на хозяйственной, общественной и политической работе. В 1925—1973 гг. — слесарь Тульского механического завода, комсомольский работник, технолог, секретарь парткома завода № 17, парторг ЦК ВКП(б) на заводе № 46 в городе Тула, директор завода № 529, парторг ЦК ВКП(б) на заводе № 355, директор Рязанского завода «САМ», председатель Рязанского горисполкома, директор Мытищинского приборостроительного завода, первый секретарь Мытищинского горкома КПСС, заведующий промышленно-транспортным отделом Московского обкома КПСС, начальник управления кадров, начальник управления точной механики Госкомитета приборостроения при Госплане СССР, заместитель министра приборостроения СССР.
Делегат XIX съезда КПСС.
Умер в Москве в 1973 году.